# Iwiny (Łódź)
Pour les articles homonymes, voir Iwiny.
Iwiny (prononciation [iˈvinɨ]) est un village de la gmina de Dąbrowice, du powiat de Kutno, dans la voïvodie de Łódź, situé dans le centre de la Pologne.
Il se situe à environ 4 kilomètres au sud de Dąbrowice (siège de la gmina), 20 kilomètres à l'ouest de Kutno (siège du powiat) et 62 kilomètres au nord-ouest de Łódź (capitale de la voïvodie).
Sa population s'élève approximativement à 40 habitants en 2006.

## Administration
De 1975 à 1998, le village était attaché administrativement à l'ancienne voïvodie de Płock.

Depuis 1999, il fait partie de la nouvelle voïvodie de Łódź.